# Cluvenhagen
Cluvenhagen ist ein Dorf im Flecken Langwedel des Landkreises Verden in Niedersachsen und seit 1968 ein Ortsteil von Etelsen.
Cluvenhagen liegt in der Mittelweser-Region.

## Geschichte
Der Ortsname Cluvenhagen besteht schon seit dem Mittelalter. So hatte das in und um Bremen und Verden (Aller) wohnende Rittergeschlecht der Clüver bereits einen Wohnsitz in Cluvenhagen und verwendete den Zunamen Cluvenhagen. Da die Clüvers auch in Clüversborstel einen Wohnsitz hatten, lässt sich vermuten, dass nicht die Orte Namensgeber für das Rittergeschlecht, sondern dass das Rittergeschlecht Namensgeber für die Orte war.
Das Statistische Handbuch für das Königreich Hannover spricht 1848 von Cluvenhagen als einem Dorf mit 15 Wohngebäuden und 99 Einwohnern. Als Gemeindeverband wurde das Dorf Cluvenhagen mit den anliegenden Siedlungen Lindholz (3 Höfe mit 17 Bewohnern), Speckerholz und Speckerfelde (6 Häuser mit 50 Bewohnern) und Wurth bei Lessel (5 Häuser und 23 Bewohner) zusammengefasst. Nahe dem Dorf lagen zudem die vom Gemeindeverband getrennten adeligen Güter Lessel (4 Gebäude und 26 Bewohner) und Lindholz (2 Gebäude und 12 Bewohner).

## Politik und Wählerverhalten
Der zu Etelsen eingemeindete Ortsteil Cluvenhagen wird demokratisch vertreten durch den Ortsbeirat von Etelsen. Bei der Ortsratswahl Etelsen 2011 waren 2132 Cluvenhagener in den Wahlbezirken Cluvenhagen 1 und Cluvenhagen 2 wahlberechtigt. Es ergab sich eine Wahlbeteiligung von 39,07 % und folgendes Ergebnis:
| Partei | Anteil % in Cluvenhagen 1 | Anteil % in Cluvenhagen 2 |
| ------ | ------------------------- | ------------------------- |
| SPD    | 50,99                     | 42,69                     |
| CDU    | 25,99                     | 30,87                     |
| Grüne  | 11,05                     | 15,81                     |
| FDP    | 1,35                      | 2,86                      |
| WGL    | 7,78                      | 5,64                      |
| UBL    | 2,80                      | 2,10                      |

## Wirtschaft und Verkehr

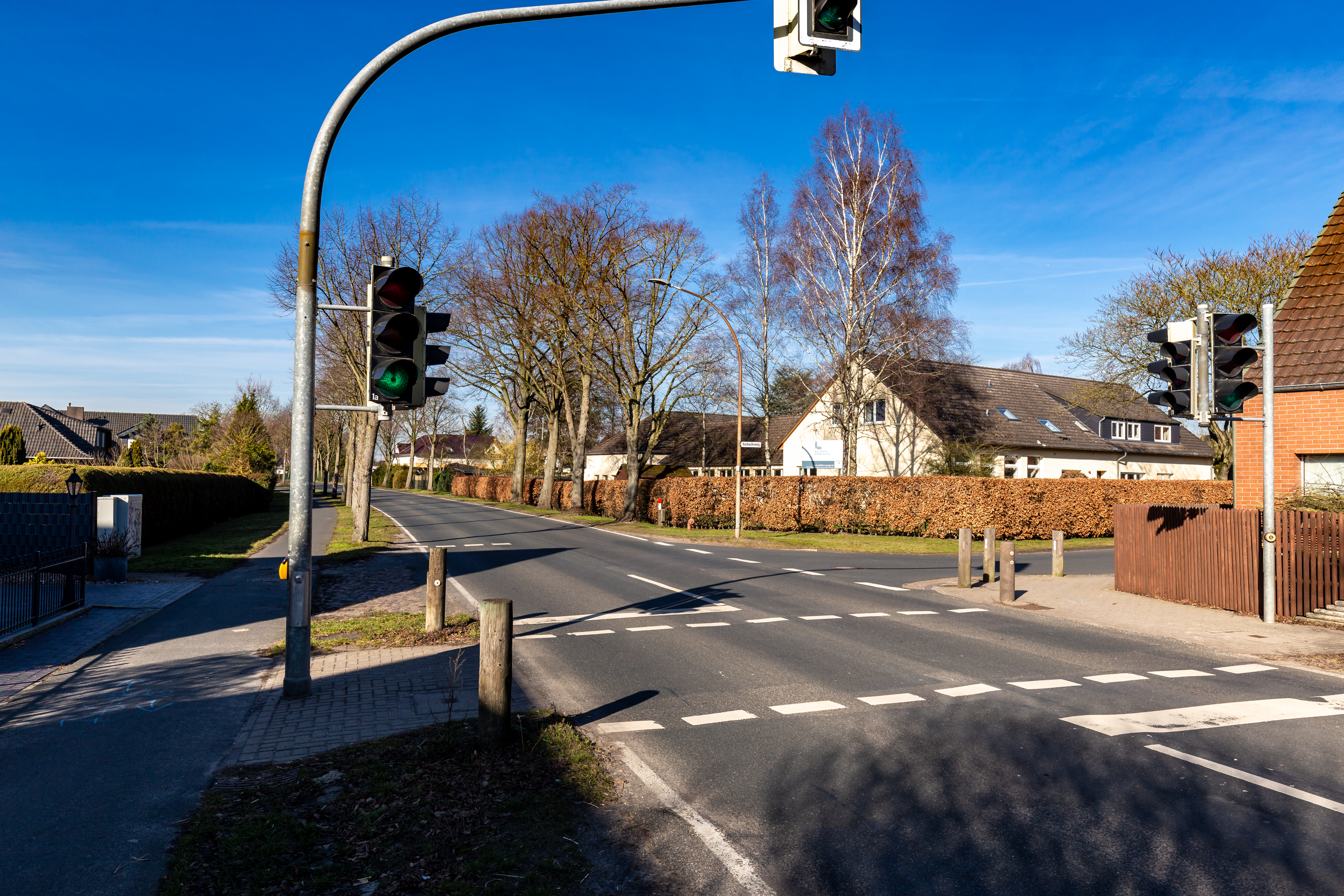
Landstraße 158 in Cluvenhagen

Die Landesstraße 158 führt durch Cluvenhagen. Somit liegt Cluvenhagen verkehrsgünstig an einer Hauptverbindung zwischen Bremen und Verden bzw. Hannover.
Von der Hauptstraße führen eine Reihe von zumeist verkehrsberuhigten Straßen und 30-km-Zonen durch die Wohngebiete des Ortes.

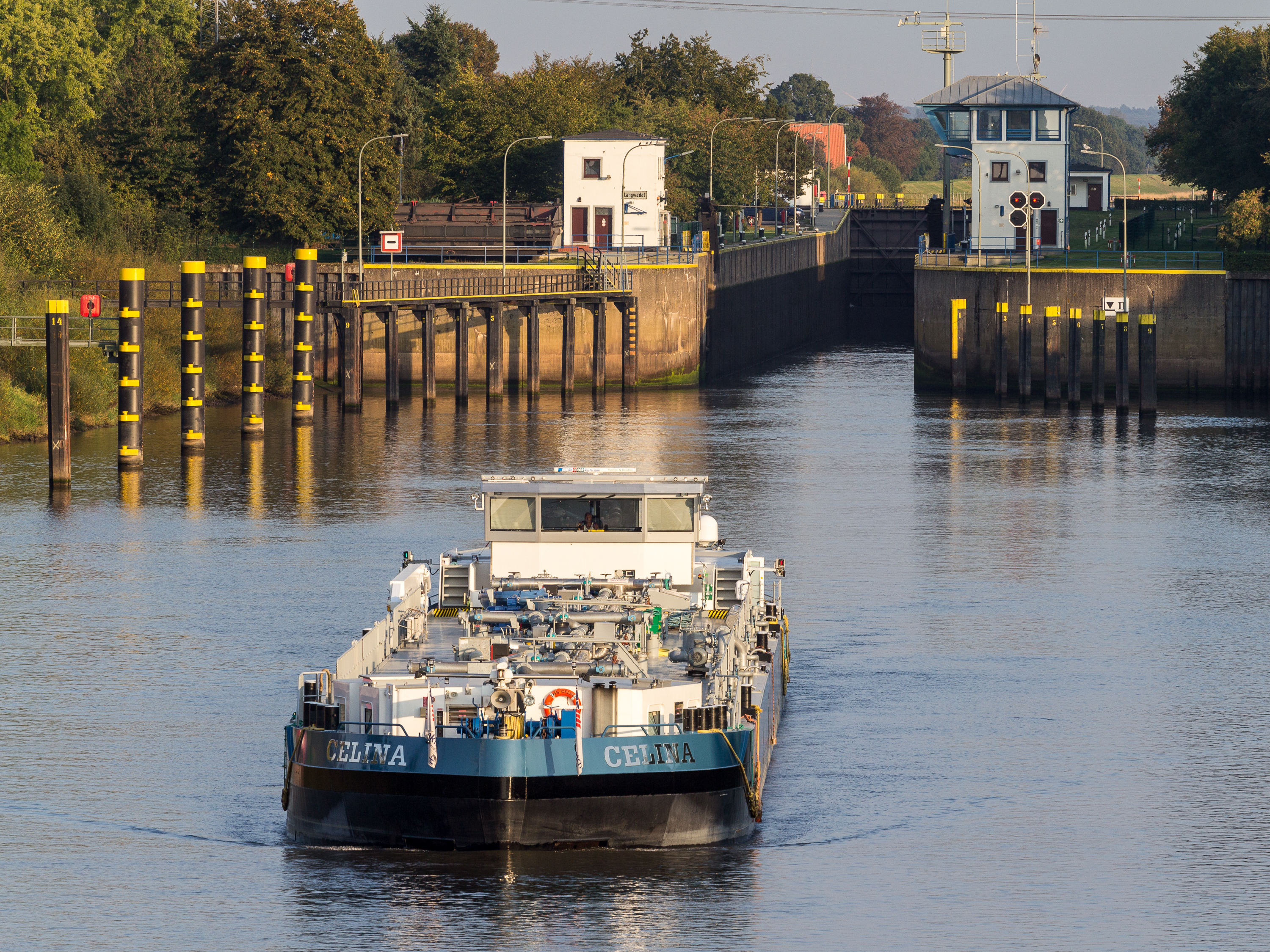
Schleuse Langwedel

Unterhalb des Dorfes verläuft in der Marsch der Weser-Schleusen-Kanal (mit 8,51 km Länge), der eine Schleife der Weser für die Binnenschifffahrt abkürzt. Auf Höhe von Cluvenhagen befindet sich die Schleuse Langwedel.
Es besteht ein direkter Buslinienverkehr mit zwei Haltestellen in Cluvenhagen nach Bremen bzw. Verden. In den benachbarten Ortschaften Etelsen und Langwedel gibt es einen Bahnhof nach Bremen bzw. Verden/Hannover.
Langwedel hat überdies eine Autobahnauffahrt zur  A27.
Cluvenhagen hat einige ansässige Einzelhandels- und Gastronomiebetriebe.

## Öffentliche und nicht-kommerzielle Einrichtungen
Cluvenhagen hat mehrere sozial-pädagogische Einrichtungen: ein im angrenzenden Wald liegendes Schullandheim, die Stiftung Waldheim, die ein Wohnheim für Menschen mit Behinderungen und zugehörige Arbeits- und Fördermöglichkeiten betreibt und einen Kindergarten mit 87 Kindern (Stand: 2007).
Cluvenhagen hat außerdem eine Freiwillige Feuerwehr, die zur Gemeindefeuerwehr Langwedel gehört.
Im Ortsteil gibt es keine eigene Kirche.

## Tourismus und Kultur
Cluvenhagen liegt in der Mittelweser-Region, deren touristische Attraktivität laut Mittelweser Touristik GmbH in Landidylle, Radlerparadies und Wasserlandschaften liegt. Cluvenhagen bietet sich diesbezüglich insbesondere als Ausgangspunkt für Radtouren zwischen Bremen und Verden (z. B. auf dem Weser-Radweg) oder für Kanutouren auf Aller oder Weser an.
Cluvenhagen liegt weiterhin an der Niedersächsischen Mühlenstraße und der Deutschen Märchenstraße.

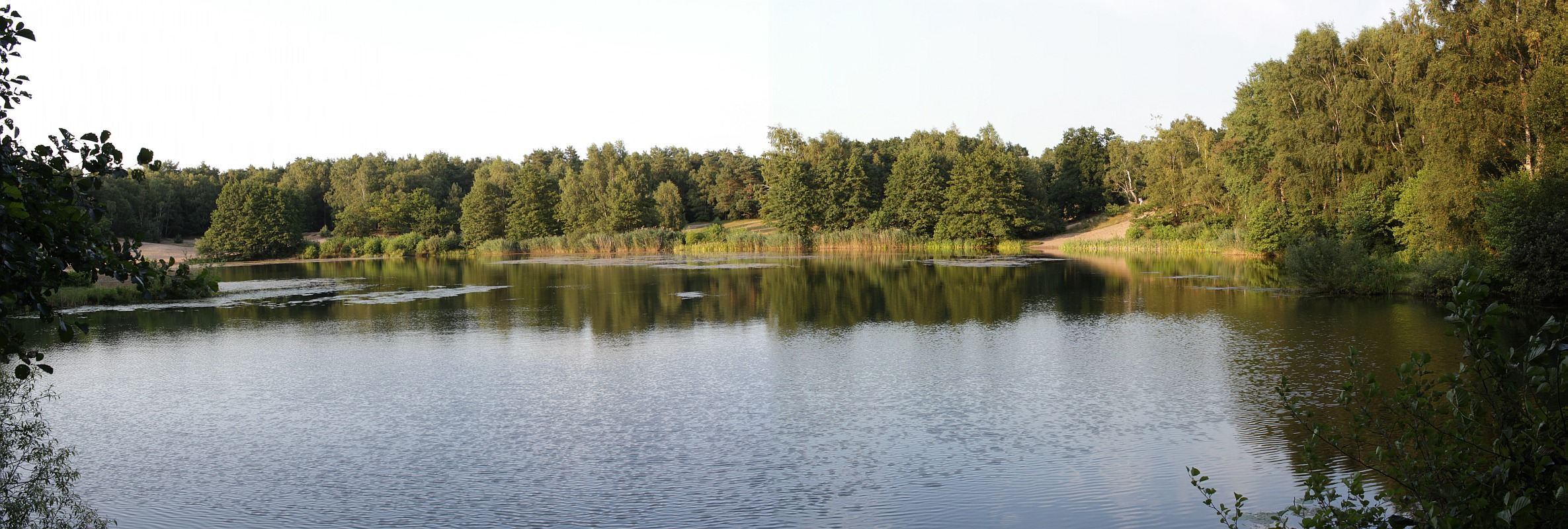
Cluvenhagener See

Eine Sehenswürdigkeit ist der Cluvenhagener See, der in einem Waldgebiet liegt und mit seinem hellen Sand insbesondere im Sommer viel besucht wird. Es handelt sich allerdings nicht um einen offiziell genehmigten Badesee.
Neben dem Schullandheim als Übernachtungsmöglichkeit für Kinder- und Jugendgruppen bietet nahe dem Dorf in der Wesermarsch das Landhaus am Deich Übernachtungsmöglichkeit für Touristen an.
Das kulturelle Leben in Cluvenhagen ist geprägt von den drei Sportvereinen: dem Sportverein TSV Cluvenhagen, dem Handballverein HSG Cluvenhagen-Langwedel und dem Schützenverein Cluvenhagen. Die regelmäßigen Veranstaltungen des Dorflebens finden alle auf oder neben dem Cluvenhagener Sportplatz statt: Erntefest, Schützenfest, Weihnachtsmarkt, Osterfeuer, Himmelfahrtsturnier (Handball).